# Völkershausen (Willmars)
Völkershausen ist ein Gemeindeteil der Gemeinde Willmars im unterfränkischen Landkreis Rhön-Grabfeld in Bayern. Die Gemarkung Völkershausen hat eine Fläche von 4,684 km². Sie ist in 339 Flurstücke aufgeteilt, die eine durchschnittliche Flurstücksfläche von 13817,94 m² haben.

## Geografie
Das Kirchdorf liegt an der Linz, einem linken Zufluss der Sulz. Die Kreisstraße NES 33 führt zur Kreisstraße NES 31 (2 km südwestlich) bzw. nach Hermannsfeld zur Landesstraße 2625 (3,5 km nordöstlich).

## Geschichte
Völkershausen lag im Fraischbezirk des hennebergischen Amtes Maßfeld. Es gab im Ort ein eigenes Geschlecht  mit Sitz. Durch die Heirat von Catharina von Völkershausen im Jahr 1280 kam es an die Butlar von Grumbach, in deren Folge an die Herren von Stein. Der Deutschordensritter Carl Freiherr von Stein erbaute 1722 das heutige Schloss und die Kirche. Gegen Ende des 18. Jahrhunderts bestand Völkershausen aus 34 Anwesen mit 134 Einwohnern. Der Ackerbau galt als mittelmäßig.
Mit dem Gemeindeedikt (frühes 19. Jahrhundert) entstand die Ruralgemeinde Völkershausen. Sie unterstand in Verwaltung und Gerichtsbarkeit dem Landgericht Fladungen und nach dessen Auflösung im Jahr 1828 dem Landgericht Mellrichstadt. In der freiwilligen Gerichtsbarkeit unterstand der Ort dem Patrimonialgericht Roßrieth. Im Zuge der Gebietsreform wurde die Gemeinde am 1. April 1972 nach Willmars eingemeindet.

## Baudenkmäler
- Hermannsfelder Straße 12: Friedhof mit neugotischer Grabkapelle
- Schloßplatz 5, 7: Schloss mit Ökonomiehof und Park
- Schloßplatz 11: Evangelische Kirche
- Sühnekreuz

## Bodendenkmäler
In der Gemarkung Völkershausen gibt es sechs Bodendenkmäler:
- Höhensiedlung der Hallstattzeit und der Latènezeit
- Bestattungsplätze
- Archäologische Befunde im Bereich der Kirche und des Schlosses